# گرگور اشتراسر
گْرِگور اشتراسِر (آلمانی: Gregor Straßer; ۳۱ مهٔ ۱۸۹۲ – ۳۰ ژوئن ۱۹۳۴) یک سیاست‌مدار اهل آلمان بود. وی از اعضای بلندپایه حزب نازی بود و از بزرگترین رقبای آدولف هیتلر محسوب می‌شد. وی در اواخر سال ۱۹۳۲ از دنیای سیاست کنار رفت و در شب دشنه‌های بلند به قتل رسید. عقاید و نظریات او و برادرش باعث شکاف بزرگی میان نازیها شد. برخی افراد کابینه هیتلر از جمله یوسِف گوبلز گرایش‌هایی به سمت اشتراسریسم داشتند.